# コンスタンチン (ウラジーミル大公)
コンスタンチン・フセヴォロドヴィチ（露: Константин Все́володович、1186年5月18日 - 1218年2月2日）は、ウラジーミル大公（在位：1216年 - 1218年）。フセヴォロド3世の長男。母はボヘミア王女マリヤ（オセット人とも）。祖父はユーリー・ドルゴルーキー。ロストフ公家の祖。

## 生涯
1196年に10歳にして、スモレンスク公ムスチスラフ老公の娘アガフィヤと結婚。
1190年代後半をペレヤスラヴリ・ルースキーで過ごす。
その後、父フセヴォロドは、コンスタンチンをノヴゴロド公に据える。1205-1208年まで。
その後、父はかれにロストフ、ヤロスラヴリ、ウグリチを与える。
1211年に父と領土を巡って争う。
1216年には弟のユーリー2世とヤロスラフ（後のヤロスラフ2世）の軍を破り、ウラジーミルに入り、大公になる。
1218年に死去。三人の息子に世襲分の領土を分割し、ロストフ（ロストフ公国）をヴァシリコに、ウグリチ（ウグリチ公国）をウラジーミルに、ヤロスラヴリ（ヤロスラヴリ公国）をフセヴォロドに遺贈した。
そして、大公位は弟のユーリーに渡った。